# Osmia chrysolepta
Osmia chrysolepta är en biart som beskrevs av Haeseler 2005. Osmia chrysolepta ingår i släktet murarbin, och familjen buksamlarbin. Inga underarter finns listade i Catalogue of Life.